# 桶後越嶺古道
桶後越嶺古道又稱作桶後古道，是台灣新北市烏來區至宜蘭縣礁溪鄉的一條越嶺古道，是烏來山區的四大古道之一（此外有哈盆古道、福巴古道、西坑古道）。

## 歷史
桶後越嶺古道，是早期泰雅族大嵙崁族群由雪山山脈地區北上打獵遷移而走出的路徑，在清光緒年間，烏來設制防蕃屯所，該路線重要性增加，到日本時代，為了伐木以及便於統治原住民，進一步將小的山徑開拓成越嶺道路。現今成為爬山健行的熱門路線。

## 路線簡介
桶後越嶺古道西起於烏來鄉孝義村，其中孝義至桶後段為桶後林道，為產業道路，經過桶後村後，為桶後越嶺道，向東溯桶後溪兩岸而上，經林務局烏來招待所及桶後吊橋後進入小徑，多次涉越桶後溪後，於小礁溪山和烘爐地山之間的鞍部（海拔730公尺）穿越雪山山脈，到宜蘭縣，沿礁溪鄉小礁溪而下，終點為匏崙村。全長約30公里，步行約需一整天至一天半的時間。

## 外部連結
- 桶後越嶺步道 - 山林悠遊網 （页面存档备份，存于）
- 旅遊資訊 - 自然步道 - 桶後越嶺步道 （页面存档备份，存于）